# Белцешть (комуна)
Белцешть, Белцешті (рум. Bălțești) — комуна у повіті Прахова в Румунії. До складу комуни входять такі села (дані про населення за 2002 рік):
- Ізешть (359 осіб)
- Белцешть (1394 особи)
- Поденій-Векі (1850 осіб)

Комуна розташована на відстані 74 км на північ від Бухареста, 20 км на північний схід від Плоєшті, 73 км на південний схід від Брашова.

## Населення
За даними перепису населення 2002 року у комуні проживали 3603 особи.
Національний склад населення комуни:
| Національність | Кількість осіб | Відсоток |
| -------------- | -------------- | -------- |
| румуни         | 3228           | 89,6%    |
| цигани         | 374            | 10,4%    |
| німці          | 1              | < 0,1%   |

Рідною мовою назвали:
| Мова      | Кількість осіб | Відсоток |
| --------- | -------------- | -------- |
| румунська | 3592           | 99,7%    |
| циганська | 10             | 0,3%     |
| німецька  | 1              | < 0,1%   |

Склад населення комуни за віросповіданням:
| Релігія                                       | Кількість осіб | Відсоток |
| --------------------------------------------- | -------------- | -------- |
| православні                                   | 3568           | 99,0%    |
| п'ятдесятники                                 | 20             | 0,6%     |
| бретрени                                      | 7              | 0,2%     |
| греко-католики                                | 1              | < 0,1%   |
| адвентисти                                    | 1              | < 0,1%   |
| лютерани (Синодально-пресвітеріанська церква) | 1              | < 0,1%   |
| атеїсти                                       | 1              | < 0,1%   |